# ケルン＝アーヘン大管区

ケルン＝アーヘン大管区
Gau Köln-Aachen (ドイツ語)

国の標語: Ein Volk, ein Reich, ein Führer（ドイツ語）
一つの民族、一つの国家、一人の総統国歌: Das Lied der Deutschen（ドイツ語）
世界に冠たるドイツ
 党歌: Die Fahne hoch（ドイツ語）
旗を高く掲げよ

ナチス・ドイツの地図

【大管区登録番号】 第12番

ケルン＝アーヘン大管区（ケルン＝アーヘンだいかんく、ドイツ語: Gau Köln-Aachen）は、国民社会主義ドイツ労働者党（ナチ党）の設置した大管区の一つである。

## 概要
ケルン＝アーヘン大管区はラインラント大管区（Gau Rheinland）から分離し発足した。ラインラント地域に於けるナチ党は連合軍によるラインラント進駐の影響で活動の制限を受けていた。
1919年、ラインラントの右翼過激派と国粋主義運動の拠点となったデューイスブルクで「ドイツ国粋防護団（Deutschvölkische Schutz-und Trutzbund、DVSTB）」が結成され、後にヨーゼフ・グローエやハインツ・ハーケ等のルール大管区のナチ党幹部が参加していた。ミュンヘン一揆後の1924年12月にアドルフ・ヒトラーが釈放されると「国民社会主義自由運動」に属する多くの者が、1925年2月に再結党されたナチ党に復帰し、その後、ハインツ・ハーケを大管区指導者とする南ラインラント大管区（Gau Rheinland-Süd）が発足した。ヨーゼフ・グローエが大管区監督官となり、ハーケは1924年12月に他の10名の国粋グループの議員と共にプロイセン自由州議会に選出された。その為、彼はベルリンへ転属することとなった。グローエはハーケの指示に不服従であった為、1925年6月からロベルト・ライが彼の後任となった。
ラインラント南（Gau Rheinland-Süd）、ラインラント北（Gau Rheinland-Nord）、ヴェストファーレン大管区（Gau Westfalen）が大ルール大管区（Großgau Ruhr）として合併した後、残りの領地は「ラインラント大管区（Gau Rheinland）」として編成された。北部は、ケルン、アーヘン、デュッセルドルフ、ゾーリンゲン、オプラデン（現レヴァークーゼン）、ヴェルメルスキルヒェン。南部は、コブレンツ、トリアー、ビルケンフェルト、オルデンブルク、ヘッセン＝ナッサウの地域が含まれていた。1927年2月にナッサウ地域はヘッセン＝ナッサウ南大管区（Gau Hessen-Nassau-Süd）に編入され、1928年10月にはゾーリンゲン地域はベルギッシェスラント/ニーダーライン地域（Bezirk Bergisches Land/Niederrhein）として再編される等、依然として大管区内の地域区分は混迷していた。その為、コブレンツ地区指導者のグスタフ・ジーモンは「大管区は国会選挙区に対応する」という原則に従い、ラインラント大管区の分割を訴え、その結果、新たにコブレンツ＝トリーア大管区が設立されることとなった。1930年、党全国組織指導者であるグレゴール・シュトラッサーは、大管区監督官制度を改定し反対派のライを説得した後、1931年6月1日に実施された。
ヨーゼフ・グローエはケルン＝アーヘン大管区指導者に任命された。大管区本部は1934年から1944年迄、ケルンのクラウディウス通り1番地にある旧ケルン商業大学の建物に置かれた。1933年にナチ党が権力を握ると、ヘルマン・フォン・リューニンクがラインラント県上級大統領に任命され、1935年2月5日にはエッセン大管区指導者のヨーゼフ・テアボーフェンが後任となった。 また、テアボーフェンは、デュッセルドルフ、ケルン、アーヘンの州政府総督を兼務し、州と党の強制的同一化が行われた。
1933年、グローエは、ケルンを「大管区都」及び「西部の大都市（Metropole des Westens）」に発展させる計画を推進した。これにより、ヒトラーは、1933年にケルンをライプツィヒと共に「ドイツ貿易の首都（Hauptstädte des deutschen Handels）」と宣言した。1935年10月から「ハンザ都市ケルン」の称号を受け、「西側への玄関口（Tor zum Westen）」として機能する様になった。第二次世界大戦中は「国境接続大管区（Grenzgau）」として、1940年のフランス侵攻後、オイペン＝マルメディを中心とする西部占領地域再編の任務が与えられた。1944年の夏、グローエはヒトラーから「ベルギー及び北フランス占領区国家弁務官」に任命され、フランダーン帝国大管区（Reichsgau Flandern）とヴァロニエン帝国大管区（Reichsgau Wallonien）が設立された。

## 備考

### 大管区指導者
南ラインラント大管区指導者
- ハインリヒ・ハーケ（1925年2月-6月）

大管区監督官
- ロベルト・ライ（1925年-1931年6月1日）

ケルン＝アーヘン大管区指導者
- ヨーゼフ・グローエ（1931年5月31日-1945年3月）

副大管区指導者
ルドルフ・シュメール（1931年6月1日-1932年8月31日）
リヒャルト・シャラー（1932年10月-1945年）

### 人事
大管区監察官
- フランツ・フォーゲルサング（ドイツ語版）

大管区経済顧問
- クルト・フライヘル・フォン・シュレーダー（英語版）

大管区農政顧問
- クーノ・フォン・フォン・エルツ＝リューベナッハ（英語版）

大管区宣伝局長
- リヒャルト・オーリンク（ドイツ語版）

大管区機関紙編集長
- ペーター・ヴィンケルンケンパー（ドイツ語版）

## 組織
- 大管区本部 － ケルン、クラウディウス通り1番地、旧ケルン大学校舎
- 大管区指導者学校
  - バート・ホンネフ（英語版）、フォイアーシュロスヒェン（ドイツ語版）（1934年-）
  - エンゲルスキルヒェン（英語版）、ミューレンベルク館（ヴィラ・リッシュ）

### 構成管区
- アーヘン方面
- アーヘン市
- ベルクハイム（英語版）
- ボン
- デューレン
- エルケレンツ（英語版）
- オイペン
- オイスキルヒェン（英語版）
- ガイレンキルヒェン（英語版）
- ユーリッヒ（英語版）
- ケルン＝北
- ケルン＝南
- ケルン＝ミュールハイム
- ケルン方面
- マルメディ
- モンシャウ（英語版）
- オーバーベルギッシャー・クライス（英語版）
- ラインベルギッシャー・クライス（英語版）
- シュライデン（英語版）
- シュライデン（英語版）
- ジーククライス